# Owen Sound
Owen Sound es una ciudad canadiense situada en la provincia de Ontario.

## Superficie
Owen Sound tiene una superficie de 24,21 km².

## Demografía
En 2021, tenía 21 612 habitantes, una densidad poblacional de 892,6 hab./km², y 10 406 viviendas.